# Lourmais
Lourmais (bretonisch: An Oulmeg; Gallo: L’Oumàe) ist eine französische Gemeinde im Département Ille-et-Vilaine in der Region Bretagne. Die Gemeinde hat 335 Einwohner (Stand: 1. Januar 2022) und gehört zum Arrondissement Saint-Malo und zum Kanton Combourg. Die Einwohner werden Lourmaisiens genannt.

## Geographie
Lourmais liegt etwa 28 Kilometer südsüdöstlich von Saint-Malo. Umgeben wird Lourmais von den Nachbargemeinden Bonnemain im Norden, Trémeheuc im Osten und Südosten sowie Combourg im Süden und Westen.

## Bevölkerungsentwicklung
| Jahr                      | 1962 | 1968 | 1975 | 1982 | 1990 | 1999 | 2006 | 2013 |
| Einwohner                 | 269  | 262  | 261  | 263  | 274  | 251  | 299  | 340  |
| Quelle: Cassini und INSEE |      |      |      |      |      |      |      |      |

## Sehenswürdigkeiten

Kirche Sainte-Anne

- Kirche Sainte-Anne
- Schloss Le Breil